# Castillo de Grésillon
El castillo de Grésillon (en francés: Château de Grésillon) se halla a 250 km al suroeste de París en Baugé, entre Angers, Le Mans y Tours en Francia. 
La asociación sin fines de lucro "Casa cultural de Esperantohablantes franceses" fundada en 1951, posee el edificio con un parque de 18 hectáreas (alrededor de 0,2 kilómetros cuadrados). Es lugar es visitado frecuentemente por estudiantes de la lengua internacional Esperanto de todo el mundo, principalmente en verano.
El congreso juvenil de verano Festo se celebró en este castillo palaciego el año 2002 y de nuevo a finales de agosto de 2006 y 2011.

## Galería de imágenes

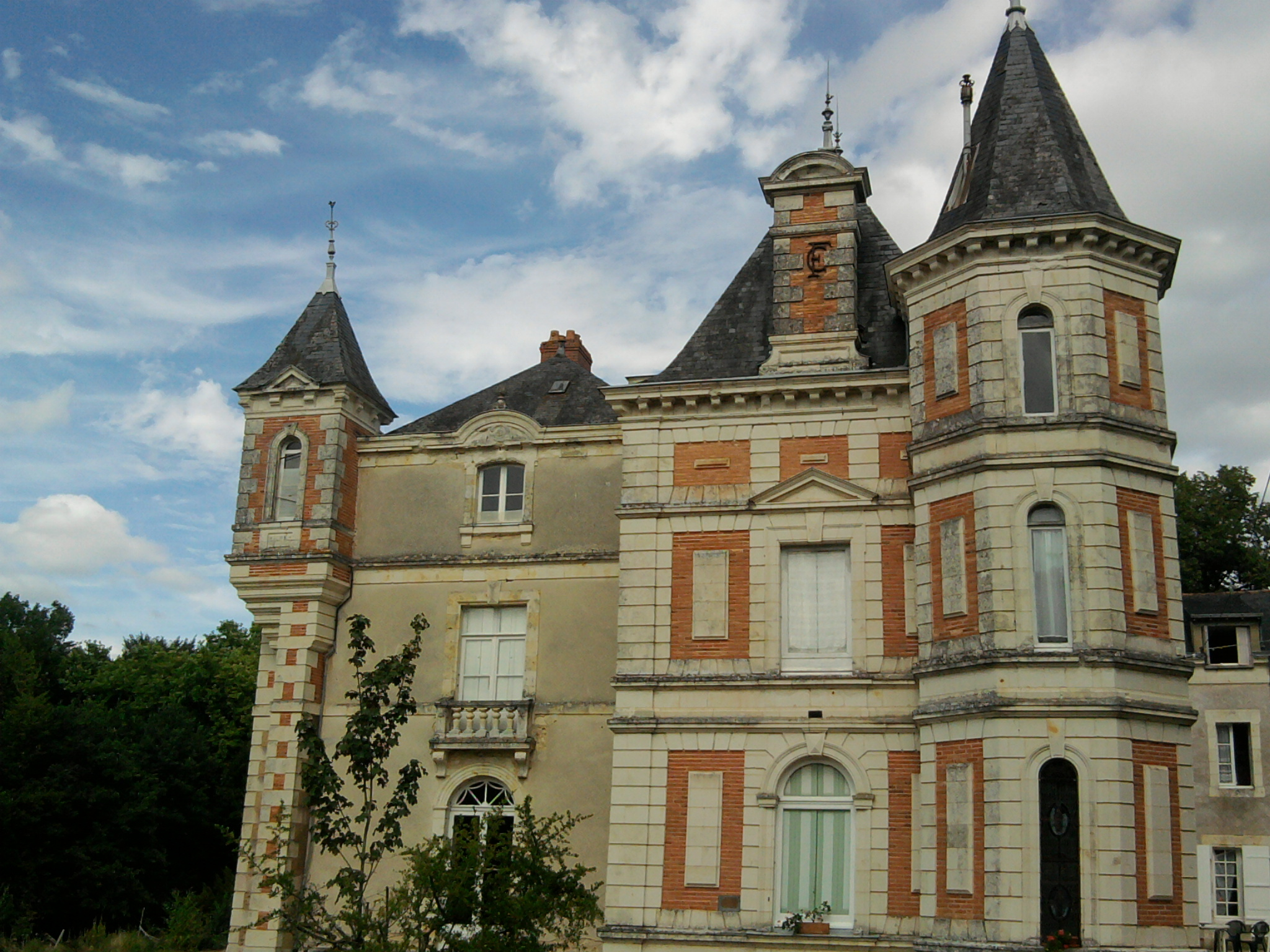
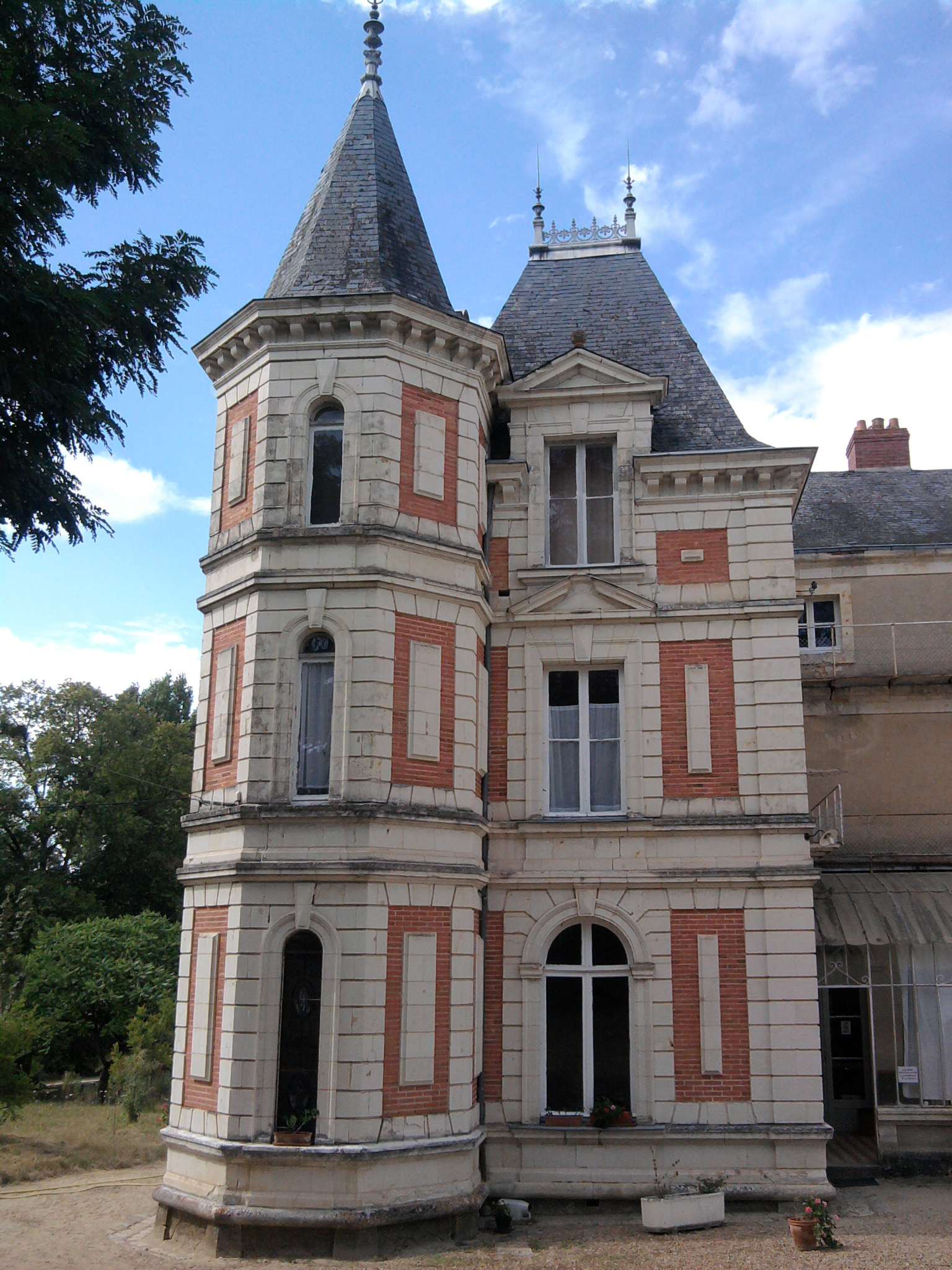
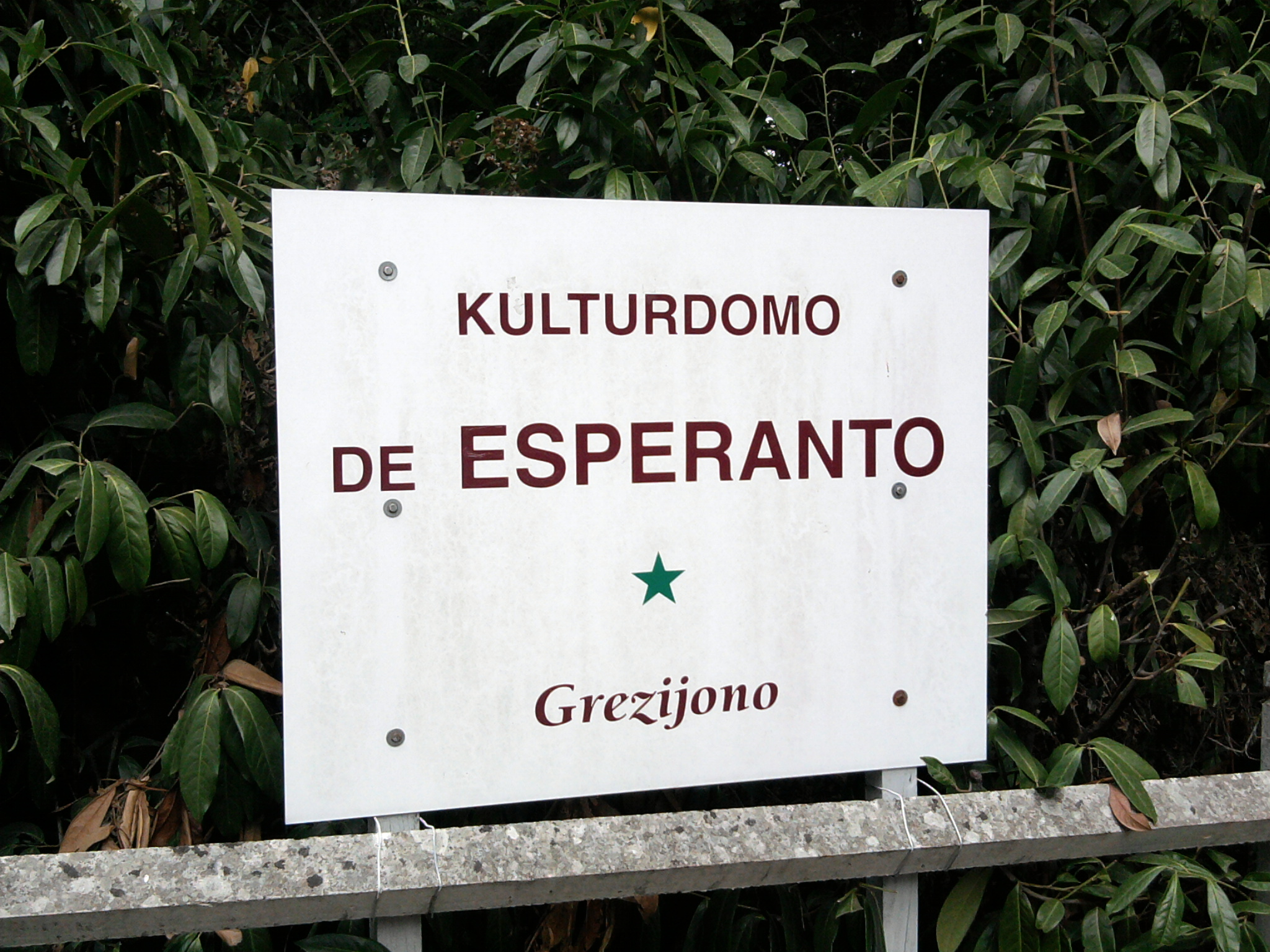